# ザイン伯領

ザイン伯爵領の紋章

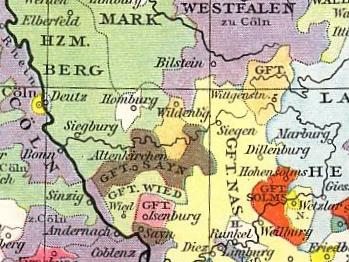
1450年のザイン伯爵領（焦げ茶色）とヴィトゲンシュタイン伯爵領（山吹色）

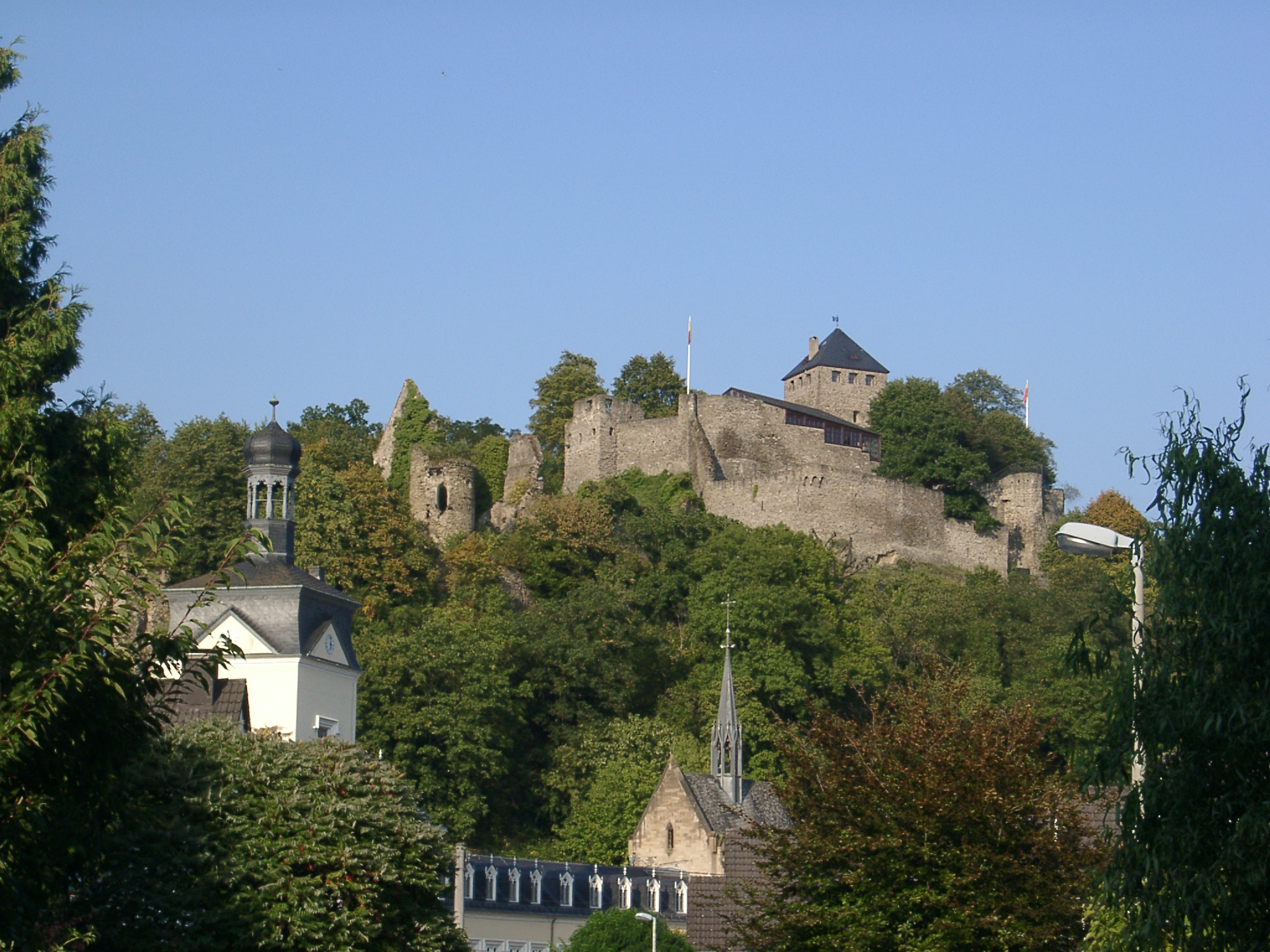
ベンドルフ郊外にあるザイン古城

ザイン伯爵領（Grafschaft Sayn）は、神聖ローマ帝国の帝国直属身分（Reichsunmittelbarkeit）の領邦。現在のドイツ・ラインラント＝プファルツ州のヴェスターヴァルト地方（Westerwald）を支配領域としていた。

## 歴史
ザイン伯爵領の地名は、10世紀ないし11世紀に建てられ、1139年に史料に登場するベンドルフ郊外のザイン古城（Burg Sayn）に由来する。ザイン伯爵家はヴェスターヴァルトにおいて所領を拡大し、勢力はジーク川、ニーダーライン地方に接するまでに至った。最初期のザイン伯爵家の血統上の起源は不明だが、おそらくナッサウ家から出たと考えられている。伯爵家は12世紀後半以降も、結婚を通じて勢力を拡大していった。
1246年、ハインリヒ3世伯の死により最初期のザイン伯家の男系が絶えると、ハインリヒ3世の妹アーデルハイトがシュポンハイム伯ゴットフリート3世に嫁いでいた関係で、次のザイン伯家はシュポンハイム家（Spanheimer）から迎えられた。夫妻の長男のシュポンハイム伯ヨハン1世がザイン伯を兼ね、その息子の世代でハインリヒ1世のシュポンハイム伯爵家を、ゴットフリート1世がザイン伯爵家をそれぞれ相続した。
ゴットフリート1世伯の息子のうち、上の息子ヨハン2世はザイン伯領の大半を受け継ぎ、ザイン＝ザイン伯爵家の始祖となった。一方、下の息子のエンゲルベルト1世はファレンダー（Vallendar）および母方からホンブルク＝ブレル（Homburg-Bröl）を相続し、傍系のザイン＝ホンブルク伯爵家を創始した。ザイン＝ホンブルク伯家はその後、ヴィトゲンシュタイン伯爵領を相続してザイン＝ヴィトゲンシュタイン伯爵家を称した。
ザイン＝ザイン伯爵家は1606年、ハインリヒ4世伯の死により断絶した。ハインリヒ4世の姪で女子相続人のアンナ・エリーザベトは、同族のザイン＝ヴィトゲンシュタイン伯爵家の次男ヴィルヘルム3世と結婚しており、ヴィルヘルム3世がザイン伯爵領を受け継いだ。ヴィルヘルム3世の家系は、ザイン＝ヴィトゲンシュタイン＝ザイン家（Sayn-Wittgenstein-Sayn）と呼ばれるようになった。
しかしヴィルヘルム3世の孫息子ルートヴィヒが1636年にわずか7歳で死去すると、ザイン伯領はルートヴィヒの2人の姉妹、エルネスティーネとヨハネッテに分割相続されることになった。姉のエルネスティーネはザイン＝ハヒェンブルク伯爵領（Grafschaft Sayn-Hachenburg）を相続し、同伯領はその嫁ぎ先のマンダーシャイト伯爵家（Grafschaft Manderscheid）を始め、所有者を次々に変えた。妹のヨハネッテはザイン＝アルテンキルヒェン伯爵領（Grafschaft Sayn-Altenkirchen）を割り当てられ、彼女の2番目の夫であるザクセン＝アイゼナハ公ヨハン・ゲオルク1世が入手した。
1803年の帝国代表者会議主要決議により、ライン地方にナッサウ公国（Herzogtum Nassau）が成立すると、2つのザイン伯領は公国に併合されることになった。ザイン伯領は1806年の神聖ローマ帝国の消滅を待たずして、独立領邦の地位を失った。
ナッサウ公アドルフ1世は1866年にナッサウ公国を失った後、1890年になってルクセンブルク大公国の元首となった。この関係で、ルクセンブルク大公は現在もザイン伯爵の称号を使用している。

## ザイン伯

### 最初期のザイン伯家
- エーバーハルト1世（在位1139年 - 1176年）
- ハインリヒ1世（在位1176年 - 1203年）
- エーバーハルト2世（在位1176年 - 1202年）
- ハインリヒ2世（在位1177年 - 1202年）
- ハインリヒ3世（在位1202年 - 1246年）
- アーデルハイト（在位1247年 - 1263年）

### シュポンハイム家
- ヨハン1世（在位1263年 - 1266年）
- ゴットフリート1世（在位1266年 - 1284年）

ザイン＝ザイン家
- ヨハン2世（在位1284年 - 1324年）
- ヨハン3世（在位1324年 - 1359年）
- ヨハン4世（在位1359年 - 1403年）
- ゲルハルト1世（在位1403年 - 1419年）
- テオドール（在位1419年 - 1452年）
- ゲルハルト2世（在位1452年 - 1493年）
- ゲルハルト3世（在位1493年 - 1506年）
- ヨハン5世（在位1498年 - 1529年）
- ヨハン6世（在位1529年 - 1560年）
- ゼバスティアン2世（在位1529年 - 1573年）
- アドルフ（在位1560年 - 1568年）
- ヘルマン（在位1560年 - 1571年）
- ハインリヒ4世（在位1560年 - 1606年）
- アンナ・エリーザベト（在位1606年 - 1608年）

ザイン＝ヴィトゲンシュタイン＝ザイン家
- ヴィルヘルム3世（在位1606年 - 1623年）
- エルンスト（在位1623年 - 1632年）
- ルートヴィヒ（在位1632年 - 1636年）